# Prémio Femina estrangeiro
O prémio Femina estrangeiro é um prémio literário francês criado em 1985.

## Laureados com o prémio Femina estrangeiro
| Ano  |         | Autor                | Obra                                              | Editora            | País                      |
| ---- | ------- | -------------------- | ------------------------------------------------- | ------------------ | ------------------------- |
| 1985 | nothumb | J. M. Coetzee        | Michael K, sa vie, son temps                      | Seuil              | África do Sul             |
| 1986 | nothumb | Torgny Lindgren      | Bethsabée                                         | Actes Sud          | Suécia                    |
| 1987 |         | Susan Minot          | Mouflets                                          | Gallimard          | Estados Unidos            |
| 1988 | nothumb | Amos Oz              | La Boîte noire                                    | Calmann-Lévy       | Israel                    |
| 1989 |         | Alison Lurie         | La Vérité sur Lorin Jones                         | Rivages            | Estados Unidos            |
| 1990 |         | Vergílio Ferreira    | Manhã Submersa                                    | La Différence      | Portugal                  |
| 1991 | nothumb | David Malouf         | Ce vaste monde                                    | Albin Michel       | Austrália                 |
| 1992 |         | Julian Barnes        | Love, etc.                                        | Denoël             | Reino Unido               |
| 1993 | nothumb | Ian McEwan           | L'Enfant volé                                     | Gallimard          | Reino Unido               |
| 1994 |         | Rose Tremain         | Le Royaume interdit                               | Fallois            | Reino Unido               |
| 1995 | nothumb | Jeroen Brouwers      | Rouge décanté                                     | Gallimard          | Países Baixos             |
| 1996 | nothumb | Javier Marías        | Amanhã na batalha pensa em mim                    | Rivages            | Espanha                   |
| 1997 |         | Jia Pingwa           | La Capitale déchue                                | Stock              | China                     |
| 1998 | nothumb | Antonio Muñoz Molina | Pleine Lune                                       | Seuil              | Espanha                   |
| 1999 | nothumb | Hitonari Tsuji       | Le Bouddha blanc                                  | Mercure de France  | Japão                     |
| 2000 |         | Jamaica Kincaid      | Mon frère                                         | L'Olivier          | Estados Unidos            |
| 2001 |         | Keith Ridgway        | Mauvaise Pente                                    | Phébus             | Irlanda                   |
| 2002 | nothumb | Erri De Luca         | Montedidio                                        | Gallimard          | Itália                    |
| 2003 |         | Magda Szabó          | La Porte                                          | Viviane Hamy       | Hungria                   |
| 2004 |         | Hugo Hamilton        | Sang impur                                        | Phébus             | Irlanda                   |
| 2005 |         | Joyce Carol Oates    | Les Chutes                                        | Philippe Rey       | Estados Unidos            |
| 2006 |         | Nuala O'Faolain      | L'Histoire de Chicago May                         | Sabine Wespieser   | Irlanda                   |
| 2007 |         | Edward St Aubyn      | Le Goût de la mère                                | Christian Bourgois | Reino Unido               |
| 2008 | nothumb | Sandro Veronesi      | Chaos calme                                       | Grasset            | Itália                    |
| 2009 |         | Matthias Zschokke    | Maurice à la poule                                | Zoé                | Suíça                     |
| 2010 | nothumb | Sofi Oksanen         | Purge                                             | Stock              | Finlândia                 |
| 2011 | nothumb | Francisco Goldman    | Dire son nom                                      | Christian Bourgois | Estados Unidos            |
| 2012 |         | Julie Otsuka         | Certaines n'avaient jamais vu la mer              | Phébus             | Estados Unidos            |
| 2013 | nothumb | Richard Ford         | Canada                                            | L'Olivier          | Estados Unidos            |
| 2014 | nothumb | Zeruya Shalev        | Ce qui reste de nos vies                          | Gallimard          | Israel                    |
| 2015 | nothumb | Kerry Hudson         | La Couleur de l'eau                               | Philippe Rey       | Reino Unido               |
| 2016 |         | Rabih Alameddine     | Les vies de papiers                               | Les Escales        | Líbano                    |
| 2017 |         | John Edgar Wideman   | Ecrire pour sauver une vie, le dossier Louis Till | Gallimard          | Estados Unidos da América |